# Peugeot Type 6, 7 e 8
Le Type 6, Type 7 e Type 8 erano tre modelli di autovettura prodotte complessivamente tra il 1894 e il 1897 dalla Peugeot.

## Profilo
Erano tre vetture dell'allora fascia bassa Peugeot: si era nella prima fase di diversificazione della gamma Peugeot, ma in questo caso con il termine "fascia bassa" non si intende quella che oggi è occupata da utilitarie e city-cars. L'automobile era in ogni caso un oggetto di gran lusso e molto esclusivo. L'allora fascia bassa era semplicemente rappresentata dalle meno costose tra questi oggetti che in ogni caso erano uno sfizio per pochi.

Queste tre vetture erano tutte derivate dalla Peugeot Type 5: la Type 6, in particolare, ne riprese anche il motore, vale a dire un bicilindrico a V di 565 cm³ in grado di erogare una potenza massima di 2 CV. La velocità massima era di soli 15 km/h. Grazie alle sue dimensioni, maggiori di quelle della Type 5, la Type 6 si collocò leggermente più in alto della stessa Type 5, pur rimanendo nella fascia bassa. Fu venduta nel solo 1894 in pochi esemplari. La Type 6 si fece apprezzare per le sue doti sportiveggianti, avendo realizzato un notevole exploit, arrivando prima classificata alla Parigi-Rouen a pari merito con una Panhard & Levassor.
Erede della Type 6 era la Type 7, in pratica una Type 6 che montava un motore di cilindrata maggiore, pari a 1282 cm³. Tale motore consentiva alla Type 7 di raggiungere prestazioni leggermente superiori, con una velocità massima pari a 18 km/h. La Type 7 fu prodotta fino al 1897 in 25 esemplari.
Sempre nello stesso periodo in cui furono prodotte le Type 6 e 7, fu commercializzata anche la Type 8, che con le prime due condivideva lo stesso telaio e prese la meccanica dalla Type 7. Il motore era quindi lo stesso bicilindrico da 1282 cm³ di quest'ultima. Identica alla Type 7 anche nelle prestazioni, la Type 8 se ne differenziava per le dimensioni maggiori, che garantivano maggior comodità ai passeggeri. La Type 8 fu prodotta tra il 1894 ed il 1896 in 25 esemplari.
Tra il 1895 ed il 1897 fu proposta anche un'ulteriore versione, la Type 11, una piccola cabriolet che montava il propulsore delle Type 9 e 10 da 1645 cm³.
| Peugeot Type 6 | Peugeot Type 7 | Peugeot Type 8 |
| -------------- | -------------- | -------------- |
|                |                |                |
| 1894           | 1894-97        | 1894-96        |